# Delirius

Delirius est un album de bande dessinée mettant en scène le personnage de Lone Sloane, scénarisé par Jacques Lob et dessiné par Philippe Druillet.
Cette bande dessinée a valu à Druillet une mention spéciale pour une œuvre de science-fiction au prix Saint-Michel 1973.

## Fiche technique
- Scénario : Jacques Lob
- Dessin : Philippe Druillet
- Couleurs :
- Première édition : 1972 (prépublication dans Pilote Hebdo)
- Éditeur : Dargaud, puis L'Écho des savanes
- Nombre de planches : 46
- (ISBN 2-205-00663-0)

## Synopsis
O Sidartha, le vaisseau de Lone Sloane, est suivi depuis des mois par celui des prêtres de la « Rédemption Rouge », une secte de la planète Delirius. Cette planète est entièrement vouée aux plaisirs et constitue une importante source de revenus pour Shaan, l’Imperator de toutes les galaxies. Sloane provoque la rencontre, ils lui proposent de s’emparer du trésor, ce qu’il accepte. 
Arrivés sur la planète, Sloane et Yearl sont arrêtés par la police de l’empereur, mais la secte organise leur évasion. Commence alors une longue visite de cette terre décadente, consacrée aux jeux, parfois mortels, et à la luxure.
Lone Sloane parvient à s’introduire sur l’île du gouverneur et à prendre celui-ci en otage. Il s’empare du gigantesque coffre-fort sphérique et le projette dans les airs. La « Rédemption Rouge » est contrainte de le détruire provoquant un déluge de billets métalliques, dont Sloane récupère une grande partie en magnétisant la coque de son vaisseau spatial. La planète est en proie au chaos.

## Personnages et lieux
- Lone Sloane, néo-terrien aux yeux rouges
- Yearl, ami de Sloane
- les prêtres de la « Rédemption Rouge »
- le gouverneur Kadenborg, gardien du trésor

Le lieu : Delirius, la planète aux cent mille plaisirs.

### Référence bibliographique
- Patrick Gaumer & Claude Moliterni, Dictionnaire mondial de la Bande Dessinée, Éditions Larousse, Paris, 1994,  (ISBN 2-03-523510-3).
- Paul Gravett (dir.), « De 1970 à 1989 : Délirius », dans Les 1001 BD qu'il faut avoir lues dans sa vie, Flammarion, 2012 (ISBN 2081277735), p. 338.